# Joseph Enakarhire
Joseph Enakarhire (Warri, 6 novembre 1982) è un ex calciatore nigeriano, di ruolo difensore.